# Marlina, omicida in quattro atti
Marlina, omicida in quattro atti (Marlina si Pembunuh dalam Empat Babak) è un film indonesiano del 2017, diretto da Mouly Surya.

## Trama
Atto 1. Sull'isola Sumba, Marlina è in lutto per la perdita del marito. Un gruppo di sette uomini, guidati dal vecchio Markus, arriva a casa della donna con l'intenzione di derubarla del suo bestiame e violentarla. Quando chiedono di essere nutriti e alloggiati, lei coglie l'occasione per avvelenarne la maggior parte con brodo di pollo. Decapita poi Markus e brucia il suo strumento musicale (uno jungga).
Atto 2. Qualche tempo dopo, Marlina fa un giro sull'autobus locale, dove incontra Novi che è incinta e sta per ricongiungersi con il violento marito Umbu. A loro si unisce un'anziana con una dote di due cavalli per il matrimonio del nipote. Lungo la strada, altri due ladri (tra cui Franz) scoprono i cadaveri causati da Marlina e la inseguono. Dirottano l'autobus, ma Marlina scappa con uno dei cavalli. Sul cammino, Marlina è perseguitata dalla visione di un senza testa che suona lo jungga.
Atto 3. Marlina si presenta alla locale stazione di polizia e denuncia il tentativo di rapina e stupro nonché il suo stato di legittima difesa. La polizia sembra crederle, ma insiste sul fatto che non può continuare le indagini per almeno un mese mentre aspettano i fondi coi quali potranno acquistare l'attrezzatura del test di stupro. In un warung locale, Marlina fa amicizia con una ragazza.
Atto 4. Alla fine, Novi trova Umbu. Lui, credendo che un parto podalico sia un segno di infedeltà, la colpisce e la fa trovare da Franz, che la minaccia per far attirare Marlina a casa. I tre si incontrano nell'abitazione, e a Novi si rompono le acque. Lei prende in considerazione di uccidere Franz, ma ha pietà di lui. Franz riunisce la testa di Markus con il suo cadavere e lo mette accanto a quello del marito mummificato di Marlina. Mentre Novi gli prepara una zuppa di pollo sotto costrizione, Franz violenta Marlina, per poi venire decapitato dall'altra. Avviene il parto. Il giorno dopo, Marlina e Novi escono di casa con il bambino.

## Produzione
Le riprese del film si sono svolte nel tardo 2016 sulla stessa isola Sumba (esterni) e a Jakarta (interni).

## Colonna sonora
- Lazuardi - Zeke Khaseli (Zeke and The Popo) e Yudhi Arfani; feat. Cholil Mahmud

## Distribuzione
La première mondiale del film ha avuto luogo il 24 maggio 2017 alla settantesima edizione del Festival di Cannes (sezione Quinzaine des Réalisateurs).
Il 7 settembre 2017, il film è stato presentato al Toronto International Film Festival.
In Indonesia, la data di uscita del film è stata il 16 novembre 2017, mentre in Italia il 18 gennaio 2018.

## Riconoscimenti (parziale)
- 2017
  - Five Flavours Asian Film Festival: NetPAC Award
  - Festival Internacional de Cinema Fantàstic de Catalunya: miglior attrice (Marsha Timothy)
- 2018
  - Asia-Pacific Film Festival: miglior fotografia; Special Award
  - Asian World Film Festival: Special Jury Award
  - Festival Film Indonesia: miglior film, miglior regia, miglior attrice (Marsha Timothy), miglior attrice non protagonista (Dea Panendra), miglior fotografia, miglior sceneggiatura originale, miglior montaggio, miglior colonna sonora originale, miglior sonoro, miglior scenografia